# Мегатраектория
В эволюционной биологии «мегатраектории» являются основными эволюционными вехами и направлениями в эволюции жизни.
Термин дан Эндрю Ноллом и Ричардом К. Бамбахом в своей статье 2000 года «Направленность в истории жизни» («Directionality in the History of Life»). Нолл и Бэмбак утверждают, что, принимают во внимание проблему прогресса в эволюционной истории. На их взгляд, особенности биологической эволюции могут быть достигнуты через идею мегатраектории:
 Мы считаем, что шесть широких мегатраекторий отражают суть изменений в истории жизни. Мегатраектории строго упорядочены в логической последовательности. Каждая следующая мегатраектория добавляет новые и качественные изменения.
Согласно Ноллу и Бамбаху, шесть мегатраекторий, очерченных биологической эволюцией:
1. возникновение жизни, последний универсальный общий предок
2. прокариоты, диверсификация
3. одноклеточные организмы,эукариоты, диверсификация
4. Многоклеточный организм
5. наземные организмы
6. Появление интеллекта и технологии

Милан М. Циркович(из АОБ) и Роберт Брэдбери спрогнозировали концепцию мегатраектории на следующий этап, теоретизировав, что существует седьмая мегатраектория: постбиологическая эволюция, вызванная появлением искусственного интеллекта, по крайней мере эквивалентный биологическому. А также популяризовали изобретение нескольких ключевых технологий аналогичного уровня сложности и воздействия на окружающую среду, таких как молекулярная нанотехнология и использование всей энергии своей звезды (Шкала Кардашёва).